# Rottleberode
Rottleberode is een plaats en voormalige gemeente in de Duitse deelstaat Saksen-Anhalt en maakt deel uit van de Landkreis Mansfeld-Südharz. Rottleberode telt 1.585 inwoners.

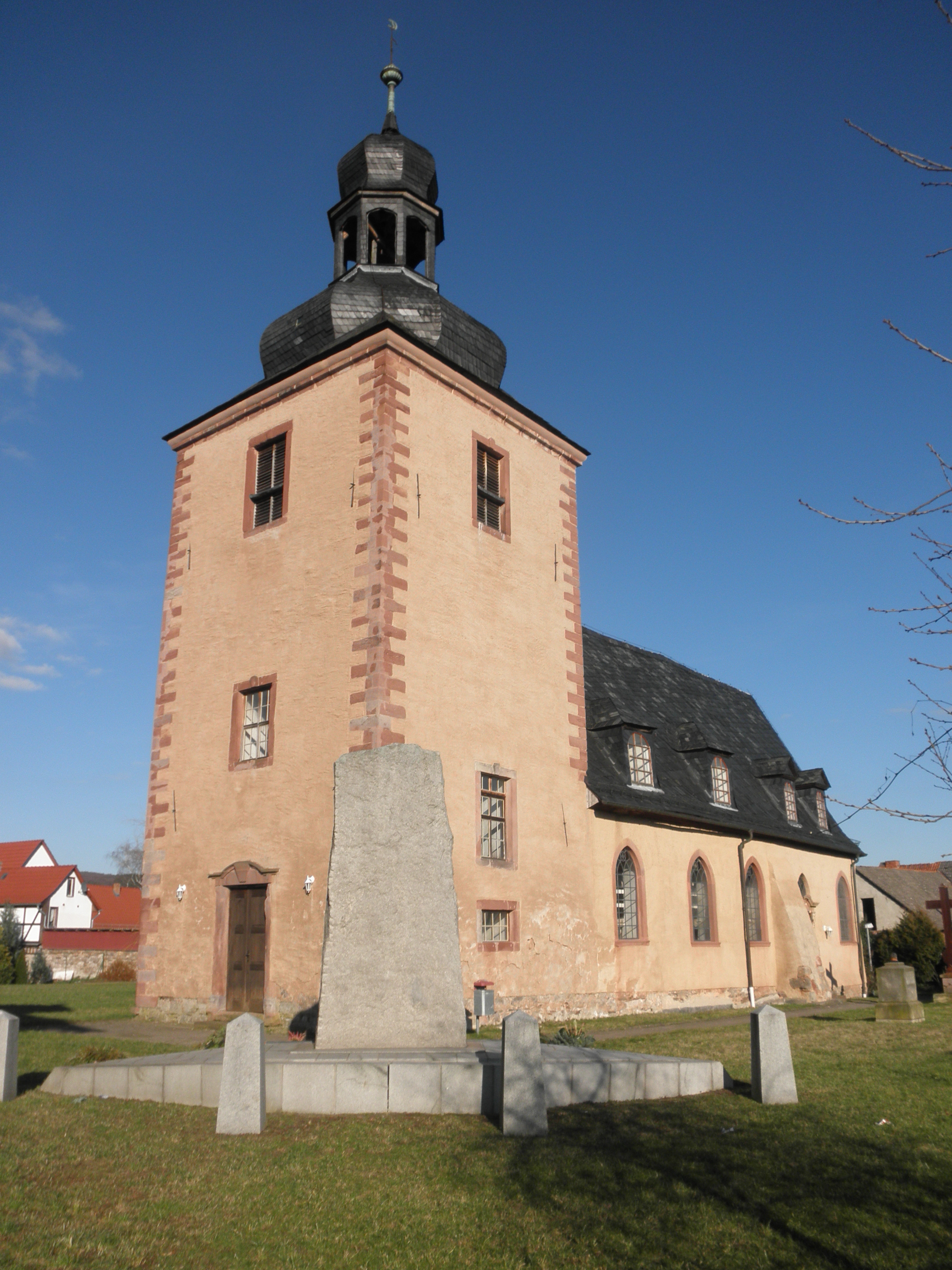
Kerk van Rottleberode
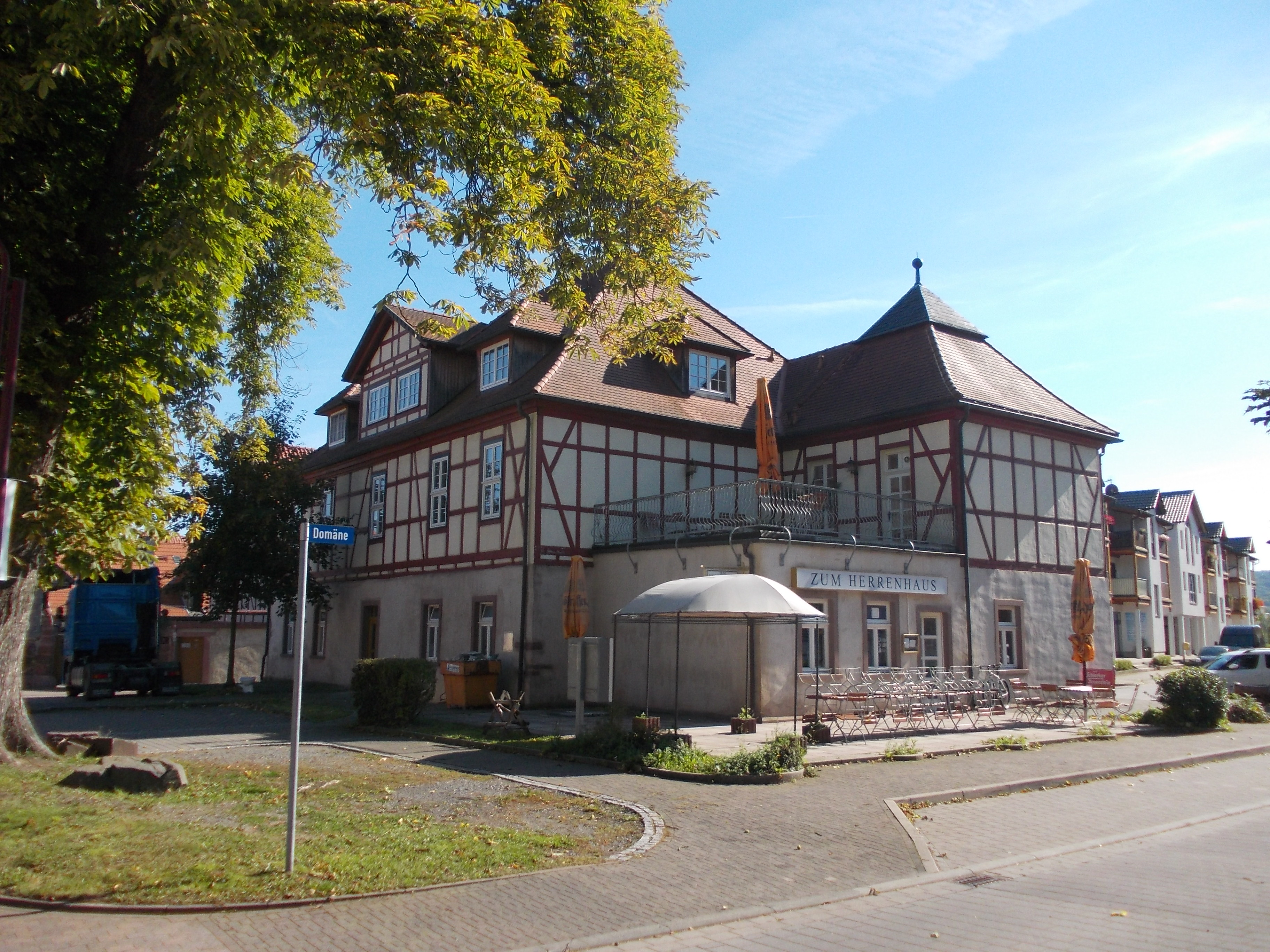
Domäne Rottleberode